# ジョン・D・カーマック
ジョン・D・カーマック（John D. Carmack II、1970年8月20日 - ）はアメリカ合衆国のコンピュータプログラマー、ゲームクリエイター、エンジニア。コンピュータゲーム会社「id Software」の共同設立者であり、idが開発した作品『Wolfenstein 3D』『Doom』『Quake』『Commander Keen』及びそれらの続編作品の主任プログラマーを務めた。また、シャドウボリューム用のカーマックのリバースアルゴリズムなど、3次元コンピュータグラフィックスに革新をもたらした。2013年にid Softwareを退職した後、「Oculus」（MetaのVR部門）のフルタイムのCTO、2019年からは顧問CTOを務め、2022年12月にMetaからの退職を発表した。FPSの生みの親としても知られている。

## 伝記

### 青年時代
カーマックの父親は、ローカルテレビ局リポーターのスタン・カーマック（Stan Carmack）である。カンザスシティの都市部に住んでいた子供のころからコンピュータへの関心を持っていた。その後ミズーリ州のレイタウン近郊のプレイリー・ビレッジにあるシャウニー・ミッション・イースト高校に進学した。デイビッド・クシュナーの書籍『Masters of Doom』によると、「カーマックは14歳の時、Apple IIを盗むために学校に侵入して逮捕され、精神鑑定を受けさせられた（報告書には「他者への共感が見られない」とある）。カーマックは1年間少年院に入ることになった。『もし捕まっていなかったとしたら、また同じようなことをすると思うか？』という質問に、彼は『おそらく』と答えているが、カーマックは『（もし捕まっていなかったとしたら、）おそらく』と、セラピストの言った言葉の繰り返しを省略したのだという」。彼はミズーリ大学カンザスシティ校に進学、2学期にフリーランスのプログラマになるため退学した。

### キャリア
カーマックはルイジアナ州シュリーブポートのSoftdiskに雇用されて、Softdisk G-S（Apple IIGSユーザのためのディスク付き雑誌）を作る仕事をすることになった。そこでジョン・ロメロ、エイドリアン・カーマック（親類関係ではない）などのid Softwareの主要メンバーと出会った。IBM PC（MS-DOS）向けの隔月刊のゲーム購読型プロダクトGamer's Edgeの仕事がチームにアサインされたが、このプロダクトは短命に終わった。Softdisk在籍中の1990年に、カーマックとロメロ達は、Commander Keenを作成した。このシリーズはApogee Softwareから発売され、1991年からはシェアウェアとして配布された。その後カーマックはSoftdiskを離れて、id Softwareを共同で設立した。
彼はさまざまなコンピュータグラフィックスのテクニックの先駆者で、Commander Keenで使われた"adaptive tile refresh"、Hovertank 3-D、Catacomb 3-D、 Wolfenstein 3-Dにおける光の投射は新しい技術だった。Binary space partitioningを最初にゲームで使ったのはDoomである。Surface cachingは彼がQuakeのために発明した。Carmack's Reverse（公式にはz-fail stencil shadowsと呼ばれている）はDoom 3、MegaTextureはEnemy Territory: Quake Warsのために発明した。彼はCamack's Reverseの最初の発明者ではないが、先行研究のことを知らずに独自でこのテクニックを発見したという。
カーマックのエンジンは、ほかの有名な一人称視点ゲーム『ハーフライフ』シリーズ、『コール・オブ・デューティ』シリーズ、『メダル・オブ・オナー』シリーズなどでも使われている。
カーマックは妻と一緒に旅行に出かけたとき、妻の携帯電話を借りてゲームを遊んで、ゲームがつまらないことに気づいた。モバイルゲームを作成することに心を決めて、旅行から帰ってきてからとりかかったのが『Doom RPG』である。

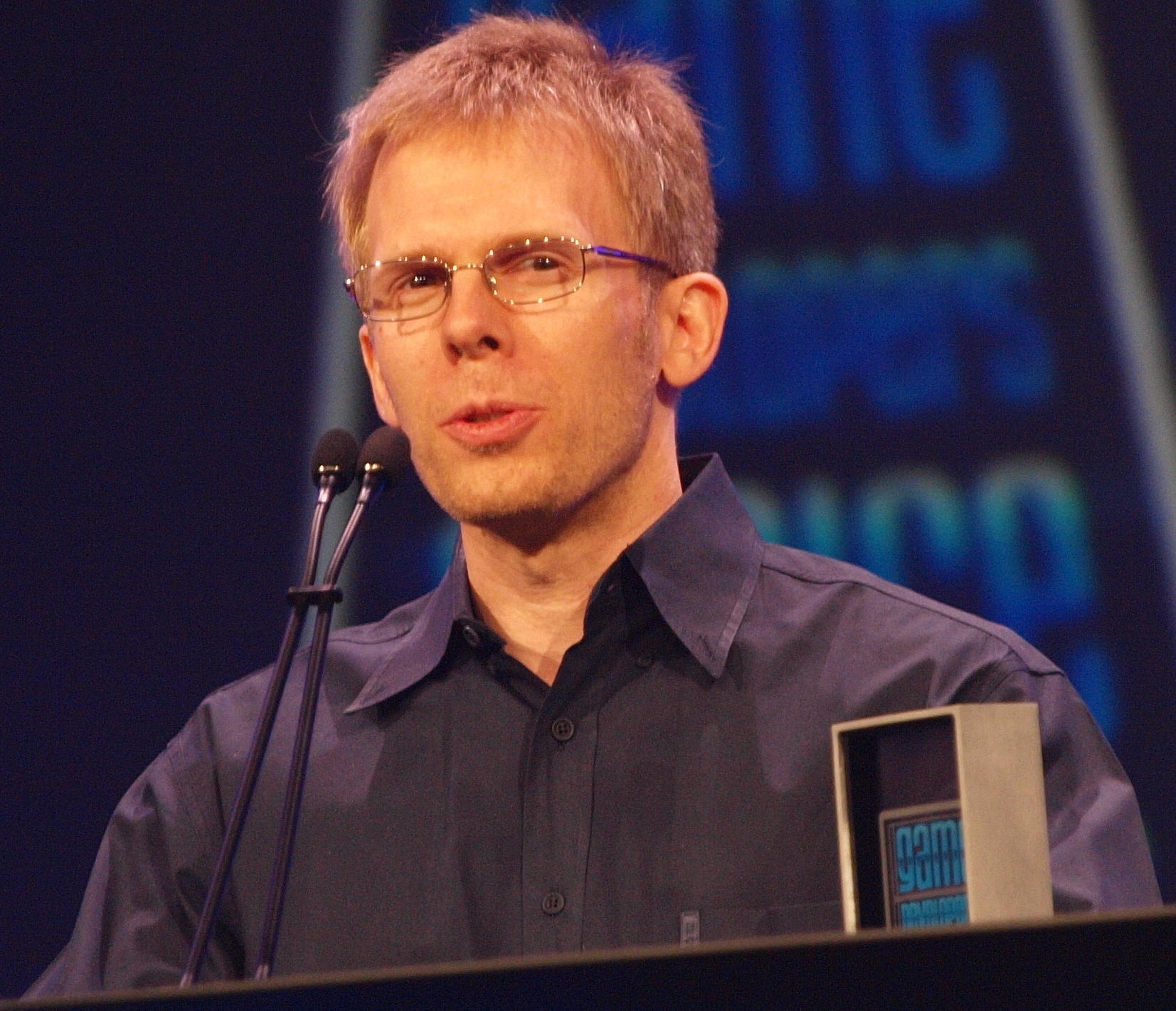
2010年3月11日に開催された第10回年次Game Developers Choice Awardsセレモニーで生涯功労賞（Lifetime Achievement Award）受賞後のスピーチを行うカーマック

2013年8月7日、カーマックはOculus VR社にCTOとして入社した。2013年11月22日、Oculus VRでフルタイムで働くためにid Softwareを退職した。カーマックの退職理由はidの親会社ゼニマックス・メディアがOculus Riftをサポートすることを望まなかったためであった。カーマックの両社での役割は後にOculusの親会社Facebookに対するゼニマックスの訴訟の中心となり、ゼニマックスはOculusはゼニマックスのバーチャル・リアリティの知的財産を盗んでいると主張した。裁判の陪審員はカーマックの責任を免除したが、Oculusと他の執行役員は商標、著作権、契約違反の責任を問われた。

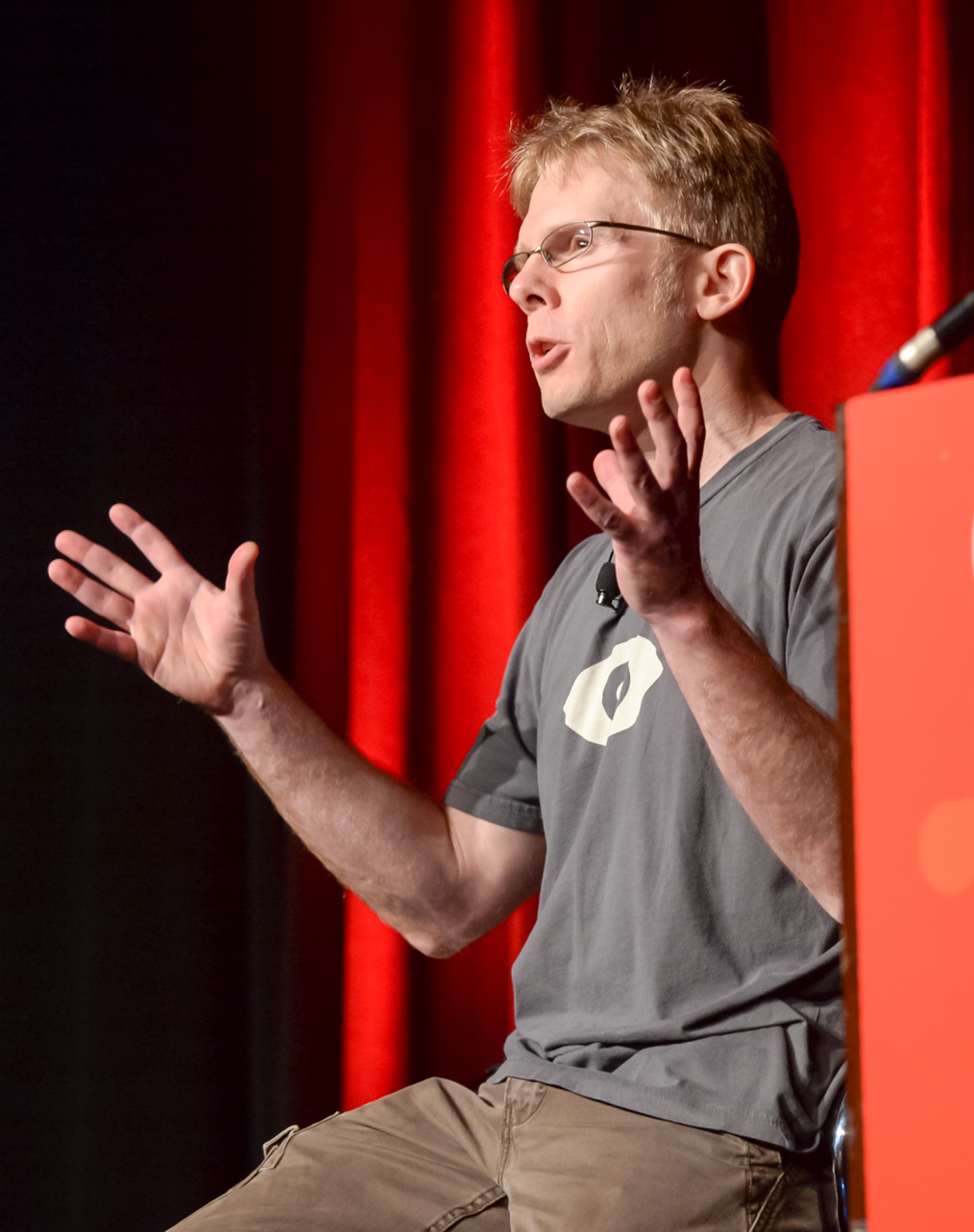
2015年のGame Developers Conferenceで「The Dawn of Mobile VR」（モバイルVRの夜明け）について語るカーマック

2017年2月、カーマックはゼニマックスを提訴し、同社がid Softwareの買収で彼に支払うべき残りの2250万ドルの支払いを拒否したとして主張した。2018年10月までにカーマックは自分とゼニマックスが合意に達したとし、「ゼニマックスは私に対する彼らの義務を完全に満たした」と述べ、訴訟を終結させた。
2019年11月13日、カーマックはOculusの「顧問CTO」に異動すると自身のFacebookで発表した。カーマックは引き続き開発業務に発言権を持つものの、ごく僅かな時間しか割かない予定と述べ、今後は汎用人工知能（AGI）の研究に取り組む意向を明らかにした。
2022年12月17日、カーマックはMetaを退職したことを自身のTwitterとFacebookで明らかにした。今後は、2022年8月に2000万ドルの投資を受けて自身が設立したAGIの研究開発に主力を置くスタートアップ企業「Keen Technologies」で開発や運営の仕事に集中していくという。

## アルマジロ・エアロスペース

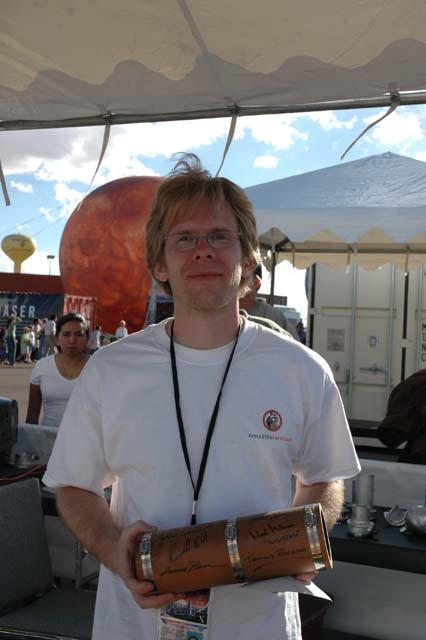
ニューメキシコ州ラスクルーセルと同州アラモゴードで開催された2005年のX PRIZEカップ中のカーマック

2000年頃、彼は青年時代の趣味であったロケットに関心を持つようになった。フェラーリのカスタマイズに費やしていた金額を見直したところ、趣味の航空宇宙で重要な仕事ができることに気づいた。カーマックはいくつかの地元のアマチュアエンジニアに資金提供することから始め、「年間100万ドルを超える資金」を自分のポケットから出して会社に資金を提供した。愛好家の会社は準軌道飛行と最終的な軌道ビークルの目標に向かって着実に進歩していった。2008年10月、アルマジロ・エアロスペース社はNASAのコンテスト「ルナー・ランダー・チャレンジ」に参加し、レベル1の競技で1位を獲得し、35万ドルを獲得した。2009年9月にはレベル2を達成し、50万ドルを獲得した。2013年、イベント「QuakeCon 2013」の中でカーマックは同社は「冬眠状態」と表現し活動が止まっていることを認めた。

## オープンソースソフトウェア
カーマックはオープンソースソフトウェアの著名な支持者であり、ソフトウェア特許への反対を繰り返し表明し、それらを強盗と同一視してきた。彼はまた、X Window SystemのMac OS Xへの初期移植を開始したり、Utah GLXプロジェクトを通じてLinux用のOpenGLドライバーの改善に取り組んだりと、オープンソースプロジェクトにも貢献している。
カーマックは1995年に『Wolfenstein 3D』のソースコード、1997年に『Doom』のソースコードを公開した。Quakeのソースコードがリークされ、Quakeの地下コミュニティの間で出回った時、id Softwareとは無関係のプログラマーがQuakeをLinuxへと移植するためにソースコードを使用し、その後パッチをカーマックへと送った。法的措置を講じる代わりに、id Softwareはカーマックの要請で会社が認可したLinux移植の基盤としてパッチを使用した。id Softwareはそれ以来、『Quake』『Quake 2』『Quake 3』そして最後に『Doom 3』（そして後のBFG Editon）のソースコードを全てGNU General Public License（GPL）の下で公開した。Doomのソースコードも1999年にGPLの下で再公開された。「Doom 3エンジン」として一般的に知られるid Tech 4エンジンもGPLの下でオープンソースライセンスとして公開されている。『Hovertank 3D』と『Catacomb 3D』（及びカーマックの初期の作品『Catacomb』）のソースコードは2014年6月にカーマックの賛同を得てFlat Rock Softwareから公開された。一方で、カーマックは何年にもわたってゲームプラットフォームとしてのLinuxに懐疑的意見を述べており、例えば2013年に彼はLinuxでのゲームのための適切な技術的方向性としてエミュレーションを主張し、2014年にはSteam Machineの成功にとってLinuxが最大の問題であるかもしれないとの意見を述べている。
カーマックは慈善団体やゲームコミュニティに寄付を行っている。カーマックの慈善寄付の受領者には彼の出身高校、オープンソースソフトウェアの推進者、ソフトウェア特許の反対者、ゲーム愛好家などが含まれる。

## 私生活

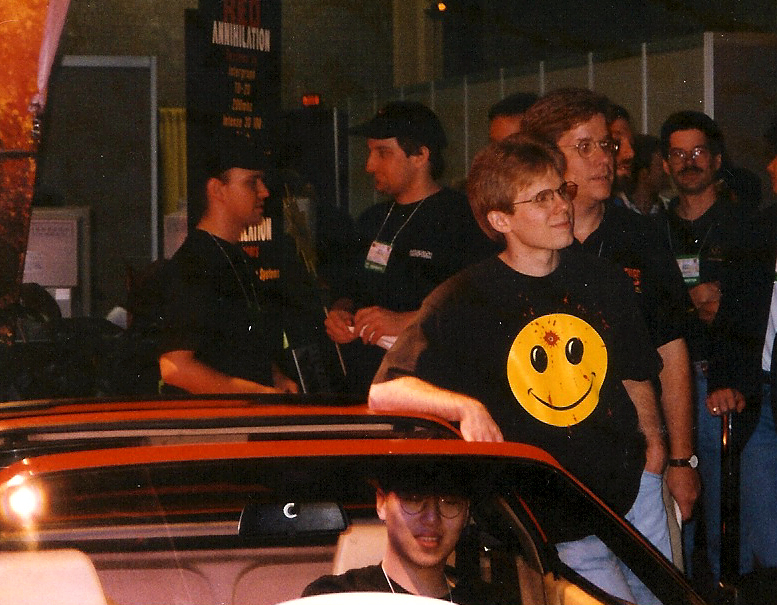
カーマックと方鏞欽（1997年5月）

カーマックはid社で大きな成功を収めたため、1984年の中頃までに、328とテスタロッサの2台のフェラーリ車を購入している。1997年に方鏞欽（史上初のプロゲーマーとされるThresh）がQuakeのトーナメント「Red Annihilation」で優勝した際には、所有するフェラーリのうち一台（328モデル）を賞品として授与している。
最初の妻であるキャサリン・アンナ・カンとは、彼女が1997年のQuakeConでid社を訪れた際に出会っている。カンはカーマックに対して、女性のみのQuakeトーナメントである第一回「All Female Quake Tournament」に彼女が多くの参加者を集めることができた場合、カーマックが大会のスポンサーになるという賭けを挑んだ。大会参加者はせいぜい25人程度であろうというカーマックの予想に反し、1500人もの女性が大会に参加した。カーマックとカンは2000年1月1日に結婚し、その後ハワイでの挙式を予定していたが、スティーブ・ジョブズは、1月5日にカーマックがMacWorld Expoで登壇できるよう式を延期してほしいと要請してきた。二人はこれを断り、カーマックは代わりにビデオメッセージを作ることを提案した。カーマックとカンは2004年に長男、2009年に次男を儲けている。カーマックは最後の更新が2006年のブログ（以前は.plan）、活発なTwitterアカウントを持ち、時折スラッシュドットにコメントを投稿している。
ゲーム開発者として、カーマックは同時代の多くのゲーム開発者とは異なり、開発中のゲームの最終的な発売日を明言することを避けていた。代わりに、新作の発売日を聞かれたときにカーマックは通常、ゲームは「完成したら」発売されるだろうと答えていた。2019年にジョー・ローガンのポッドキャストにゲスト出演したカーマックは、時が経つにつれて自分の考えが変わってきたとし、「私は今、ほとんど撤回している」と述べた。『Rage』の6年間の開発期間について、彼は「2年早く出荷するために必要なことは何でもやるべきだったと思う」と語っている。カーマックはまた、この点についてQuakeの内部開発を振り返り、それが「トラウマになった」と述べ、Id Softwareはゲームを2つのパートに分割して、もっと早く出荷することができたと述べている。
かつてid SoftwareのゲームのパブリッシャーであったApogeeの従業員もこの商習慣を採用していた。
カーマックは2012年のアメリカ合衆国大統領選でリバタリアン党のロン・ポールの選挙運動を支援した。
カーマックは無神論者である。
カーマックはピザが大好物であり、id Software在籍中、ほぼ毎日ドミノ・ピザからミディアムのペパロニピザがカーマックの元に届き、15年以上同じ配達員が配達していた。カーマックはそのような常連客であったので、彼らは1995年の価格を彼に請求し続けた。
時折、彼は他のプログラマーの努力を称賛している。最初は3D Realmsのビルドエンジンを書いたケン・シルバーマン、後にUnreal Engineを書いたEpic Gamesのティム・スウィーニーを称賛した。

## 栄誉
| 日付          | アワード                                                                 | 説明 |
| ------------- | ------------------------------------------------------------------------ | --- |
| 1996年        | 今年及びこれまでのコンピュータゲーム業界で最も影響力のある人々に選ばれる | GameSpotのリストの一番目と二番目 |
| 1997年        | 史上最も影響力のある人々に選ばれる                                       | 『Computer Gaming World』リストの7番目（ゲームデザイン） |
| 1999年        | テクノロジー業界で最も影響力のある50人に選ばれる                         | 『TIME』のリストの10番目 |
| 2001年3月     | Quake 3エンジンのコミュニティ貢献賞                                      | 12のゲームで使用された。2001年のGame Developers Conferenceの授賞式で授与された。 |
| 2001年3月22日 | インテラクティブ芸術科学アカデミー殿堂入り                               | コンピュータゲームやコンピュータゲーム業界で革命的かつ革新的な業績を上げた人に贈られる栄誉の4人目の受賞者となった。 |
| 2002年        | MIT Technology Review TR100に選出                                        | 35歳以下の世界のイノベータートップ100の1人に選ばれる。 |
| 2003年        | 書籍『Masters of Doom』の一つの主題                                      | 『Masters of Doom』はid Softwareと同社の創設者達の年代記である。 |
| 2005年        | 劇中の名前                                                               | 映画『DOOM』では原作のゲームを共同開発したカーマックをたたえてカーマック博士というキャラクターが登場した。 |
| 2006年3月     | ウォーク・オブ・ゲームに追加                                             | ウォーク・オブ・ゲームは業界に最も影響を与えた開発者やゲームを表彰するイベント |
| 2007年1月     | 2つのエミー賞を受賞                                                      | カーマックとid Softwareは2つのエミー賞を受賞した。一つ目は「Science, Engineering & Technology for Broadcast Television」で、二つ目は「Science, Engineering and Technology for Broadband and Personal Television」である。id Softwareは1948年にアカデミーが技術革新の表彰を始めて以降でエミー賞を受賞した最初の独立ゲーム開発者であった。 |
| 2007年9月     | テレビ番組に登場                                                         | カーマックのロケットデザインを特集したディスカバリー・チャンネル・カナダの「Daily Planet」にアルマジロ・エアロスペースチームと共に登場した。 |
| 2008年        | 名誉                                                                     | カーマックはQuakeのユーザー改修容易性の先駆的役割に対して、第59回年次テクノロジー&エンジニアリング・エミー賞で表彰された。彼は全米テレビ芸術科学アカデミーから2回表彰された唯一のゲームプログラマーであり、現代のシューティングゲームの基礎とある3D技術の開発で2007年にエミー賞を受賞している。ストームフロント・スタジオのドン・ダグロウとブリザード・エンターテインメントのマイク・モーハイムと共にカーマックはテクノロジー&エンジニアリング・エミー賞とインタラクティブ芸術アカデミーのInteractive Achievement Awardsの両方で受賞したわずか三人の開発者の1人である。 |
| 2008年10月    | X-Prizeの獲得                                                            | カーマックのアルマジロ・エアロスペースはレベル1のX-Prize「ルナー・ランダー・チャレンジ」で35万ドルを獲得した。 |
| 2010年3月11日 | 生涯功労賞（Lifetime Achievement Award）                                 | 彼の業績によりGame Developers Conferenceの生涯功労賞を受賞した |
| 2016年3月7日  | BAFTA Fellowship Award                                                   | アカデミー最高の栄誉で称えるフェローシップは、「常にゲームの最先端にあり、未来を少しでも早く到着させるのに役立つ彼の技術的専門知識」を称えた |
| 2017年5月3日  | 名誉博士号                                                               | 最先端の技術とコンピュータ科学の功績が認められ、ミズーリ大学カンザスシティ校から名誉工学博士号を授与される |

## ゲーム
| 発売日         | タイトル                                  | 開発                       | 販売                     | 役職                                                             |
| 2016年5月13日  | DOOM                                      | id Software                | ベセスダ・ソフトワークス | 元テクニカルディレクター、元エンジンプログラマー、元デベロッパー |
| 2012年10月16日 | Doom 3: BFG Edition                       | id Software                | ベセスダ・ソフトワークス | テクニカルディレクター、エンジンプログラマー、デベロッパー       |
| 2011年10月4日  | Rage                                      | id Software                | ベセスダ・ソフトワークス | テクニカルディレクター、エンジンプログラマー、デベロッパー       |
| 2007年9月28日  | Enemy Territory: Quake Wars               | Splash Damage              | アクティビジョン         | プログラミング                                                   |
| 2006年5月1日   | Orcs & Elves                              | Fountainhead Entertainment | エレクトロニック・アーツ | プロデュース/プログラム/脚本                                     |
| 2005年10月18日 | Quake 4                                   | Raven Software             | アクティビジョン         | テクニカル・デベロッパー                                         |
| 2005年9月13日  | Doom RPG                                  | Fountainhead Entertainment | id Software              | プロデュース/プログラム                                          |
| 2005年4月3日   | Doom 3: Resurrection of Evil              | Nerve Software             | アクティビジョン         | テクニカル・デベロッパー                                         |
| 2004年8月3日   | Doom 3                                    | id Software                | アクティビジョン         | テクニカル・ディレクター                                         |
| 2001年11月19日 | Return to Castle Wolfenstein              | id Software                | アクティビジョン         | テクニカル・ディレクター                                         |
| 2000年12月15日 | Quake III: Team Arena                     | id Software                | アクティビジョン         | プログラム                                                       |
| 1999年12月2日  | Quake III Arena                           | id Software                | アクティビジョン         | プログラム                                                       |
| 1997年12月9日  | Quake II                                  | id Software                | アクティビジョン         | プログラム                                                       |
| 1997年3月31日  | Doom 64                                   | ミッドウェイゲームズ       | ミッドウェイゲームズ     | プログラム                                                       |
| 1996年6月22日  | Quake                                     | id Software                | id Software              | プログラム                                                       |
| 1996年5月31日  | Strife                                    | Rogue Entertainment        | 速度計算                 | エンジンプログラム                                               |
| 1995年10月30日 | Hexen: Beyond Heretic                     | Raven Software             | id Software              | 3Dエンジン                                                       |
| 1996年         | Final Doom                                | id Software                | GT Interactive           | プログラム                                                       |
| 1994年12月23日 | Heretic                                   | Raven Software             | id Software              | エンジンのプログラム担当                                         |
| 1994年10月10日 | Doom II: Hell on Earth                    | id Software                | GT Interactive           | プログラム                                                       |
| 1993年12月10日 | Doom                                      | id Software                | id Software              | プログラム                                                       |
| 1993年         | Shadowcaster                              | Raven Software             | Origin Systems           | 3Dエンジン                                                       |
| 1992年9月18日  | Spear of Destiny                          | id Software                | FormGen                  | ソフトウェア・エンジニア                                         |
| 1992年5月5日   | Wolfenstein 3D                            | id Software                | Apogee Software          | プログラム                                                       |
| 1991年         | Catacomb 3-D                              | id Software                | Softdisk                 | プログラム                                                       |
| 1991年         | Commander Keen: Aliens Ate My Babysitter! | id Software                | FormGen                  | プログラム                                                       |
| 1991年12月15日 | Commander Keen: Goodbye Galaxy!           | id Software                | Apogee Software          | プログラム                                                       |
| 1991年         | Commander Keen: Keen Dreams               | id Software                | Softdisk                 | プログラム                                                       |
| 1991年         | Shadow Knights                            | id Software                | Softdisk                 | デザイナー/プログラム                                            |
| 1991年         | Rescue Rover 2                            | id Software                | Softdisk                 | プログラム                                                       |
| 1991年         | Rescue Rover                              | id Software                | Softdisk                 | プログラム                                                       |
| 1991年         | Hovertank 3D                              | id Software                | Softdisk                 | プログラム                                                       |
| 1991年         | Dangerous Dave in the Haunted Mansion     | id Software                | Softdisk                 | プログラムg                                                      |
| 1990年12月14日 | Commander Keen: Invasion of the Vorticons | id Software                | Apogee Software          | プログラム                                                       |
| 1990年         | Slordax: The Unknown Enemy                | Softdisk                   | Softdisk                 | プログラム                                                       |
| 1990年         | Catacomb II                               | Softdisk                   | Softdisk                 | 開発                                                             |
| 1990年         | Catacomb                                  | Softdisk                   | Softdisk                 | プログラム                                                       |
| 1990年         | Dark Designs II: Closing the Gate         | Softdisk                   | Softdisk                 | プログラム/デザイナー                                            |
| 1990年         | Dark Designs: Grelminar's Staff           | ジョン・D・カーマック      | Softdisk                 | 開発                                                             |
| 1990年         | Tennis                                    | ジョン・D・カーマック      | Softdisk                 | 開発                                                             |
| 1990年         | Wraith: The Devil's Demise                | ジョン・D・カーマック      | Nite Owl Productions     | 開発                                                             |
| 1989年         | Shadowforge                               | ジョン・D・カーマック      | Nite Owl Productions     | 開発                                                             |